# Tabebuia stenocalyx
Tabebuia stenocalyx là một loài thực vật có hoa trong họ Chùm ớt. Loài này được Sprague & Stapf miêu tả khoa học đầu tiên năm 1910.